# Kendel (Niers)
Die (seltener auch der) Kendel, manchmal zur Abgrenzung von anderen Kendeln auch Hommersumer Kendel genannt, ist ein Bach, der bei Weeze entsteht und nach etwa 25 Kilometern bei Goch-Hommersum in die Niers mündet.

## Geologie
Die Kendel folgt fast auf ihrer ganzen Länge, über fünf Mäanderschleifen, einer verlandeten Altstromrinne des Ur-Rheines (am Niederrhein allgemein "Kendel" genannt), welche sich mit sehr geringem Gefälle durch das Niederrheinische Tiefland schlängelt. Diese Rinne ist bereits ab Krefeld erkennbar und in ihrem südlichen Abschnitt als Niep(-kuhlen) bekannt.

## Verlauf
Die Kendel zweigt westlich von bei Weeze vom Ottersgraben ab. Von Weeze zieht sich die Kendel, in etwa parallel zur deutsch-niederländischen Grenze auf der Westseite und der Niers und der A57 auf der Ostseite, an den Gocher Stadtteilen Hülm, Gaesdonck und Hassum vorbei, bis nach Hommersum.
Auf den letzten 700 Metern nördlich von Hommersum bis zur Mündung in die Niers ist die Kendel Grenzfluss zwischen Deutschland (Bundesland Nordrhein-Westfalen) und den Niederlanden (Provinz Limburg mit der Ortschaft Gennep-Ottersum). Auf diesem Stück gibt es bis heute eine Brücke über die Kendel, die gleichzeitig Grenzübergang ist. Früher gab es hier auch noch eine Eisenbahnbrücke der Boxteler Bahn; diese Brücke wurde aber in der Endphase des Zweiten Weltkrieges, im Zuge der Operation Market Garden am 18. September 1944, durch deutsche Truppen gesprengt.
Auf dem letzten Stück bei Hommersum, an der oben erwähnten Eisenbahnbrücke, war bis 1946/47 eine Wassermühle in Betrieb, die Isshöveler Mühle (ndl. IJsheuvelmolen) oder Kendelmühle genannt wurde.

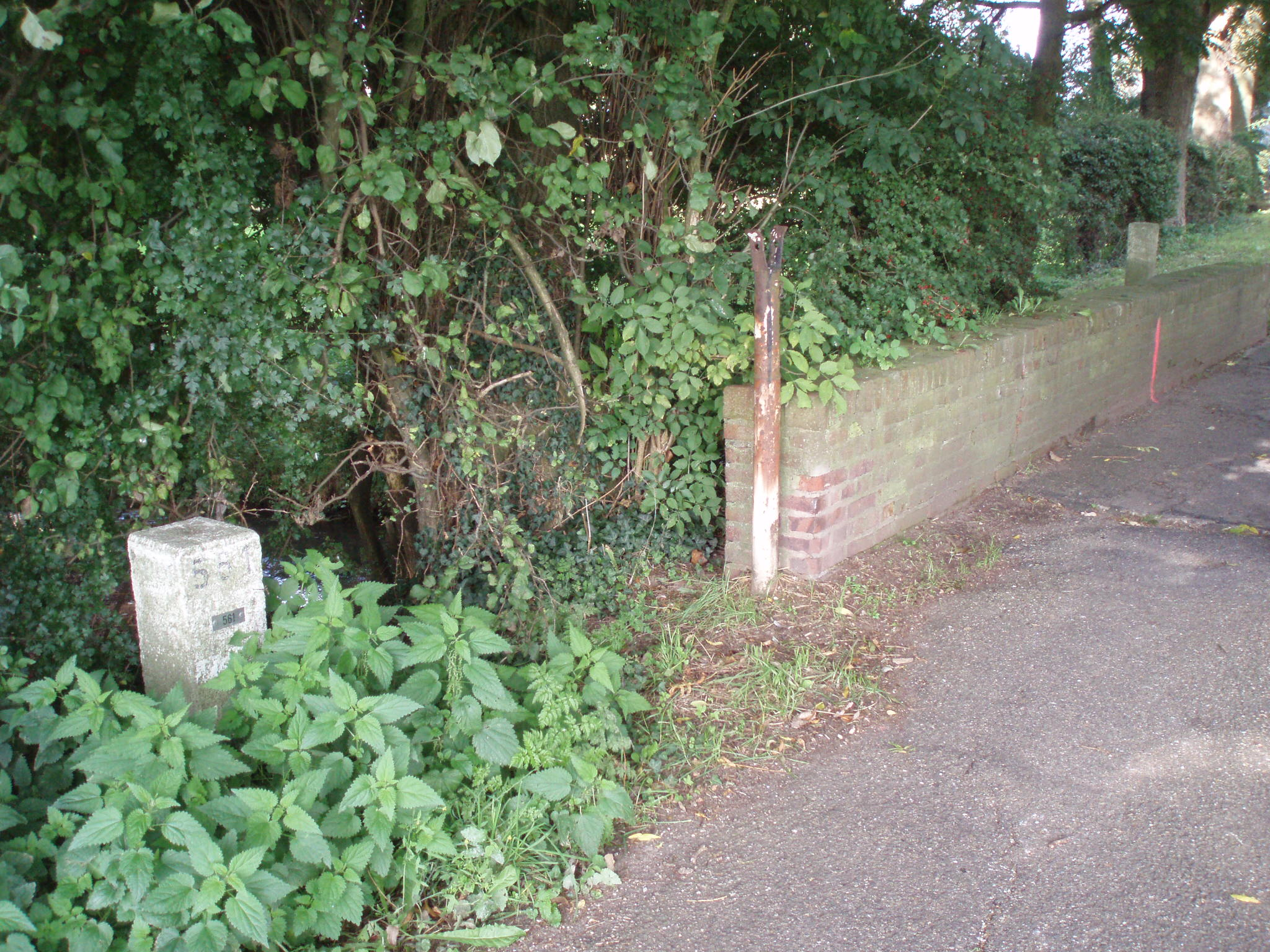
Brücke über die Kendel bei Hommersum mit deutschen und niederländischen Grenzsteinen
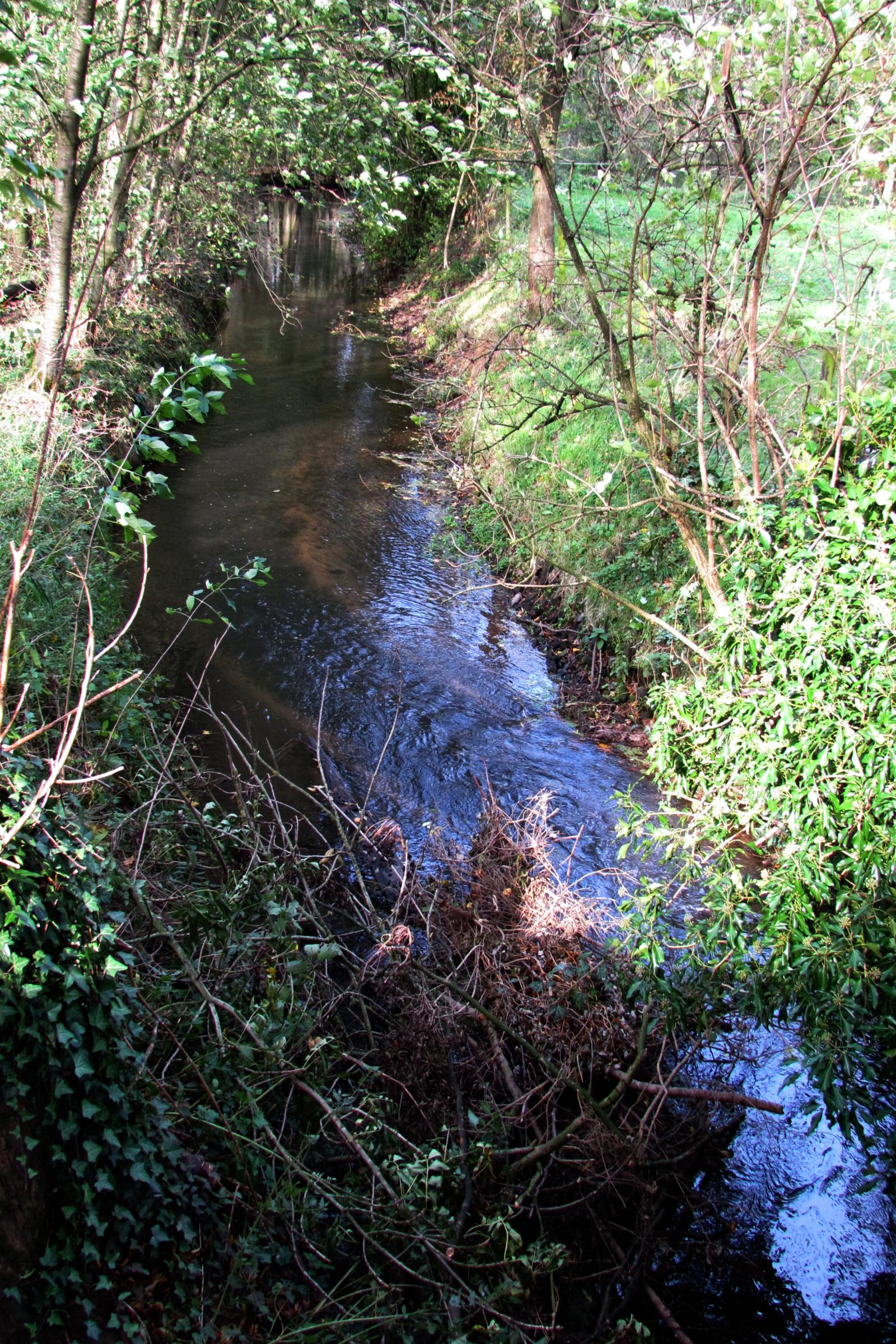
Kendel in Hommersum
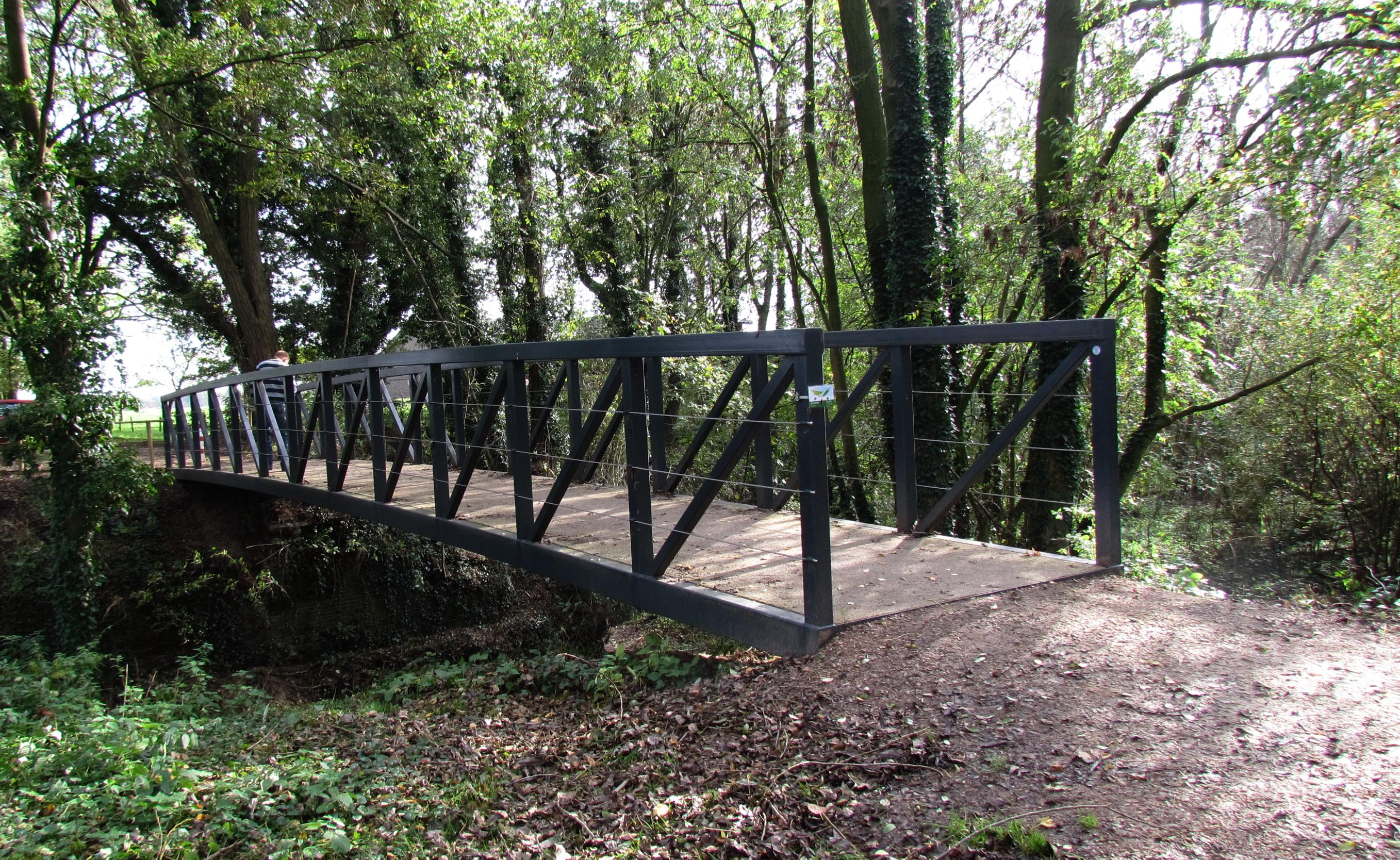
Fußgängerbrücke nahe der Isshöveler Mühle
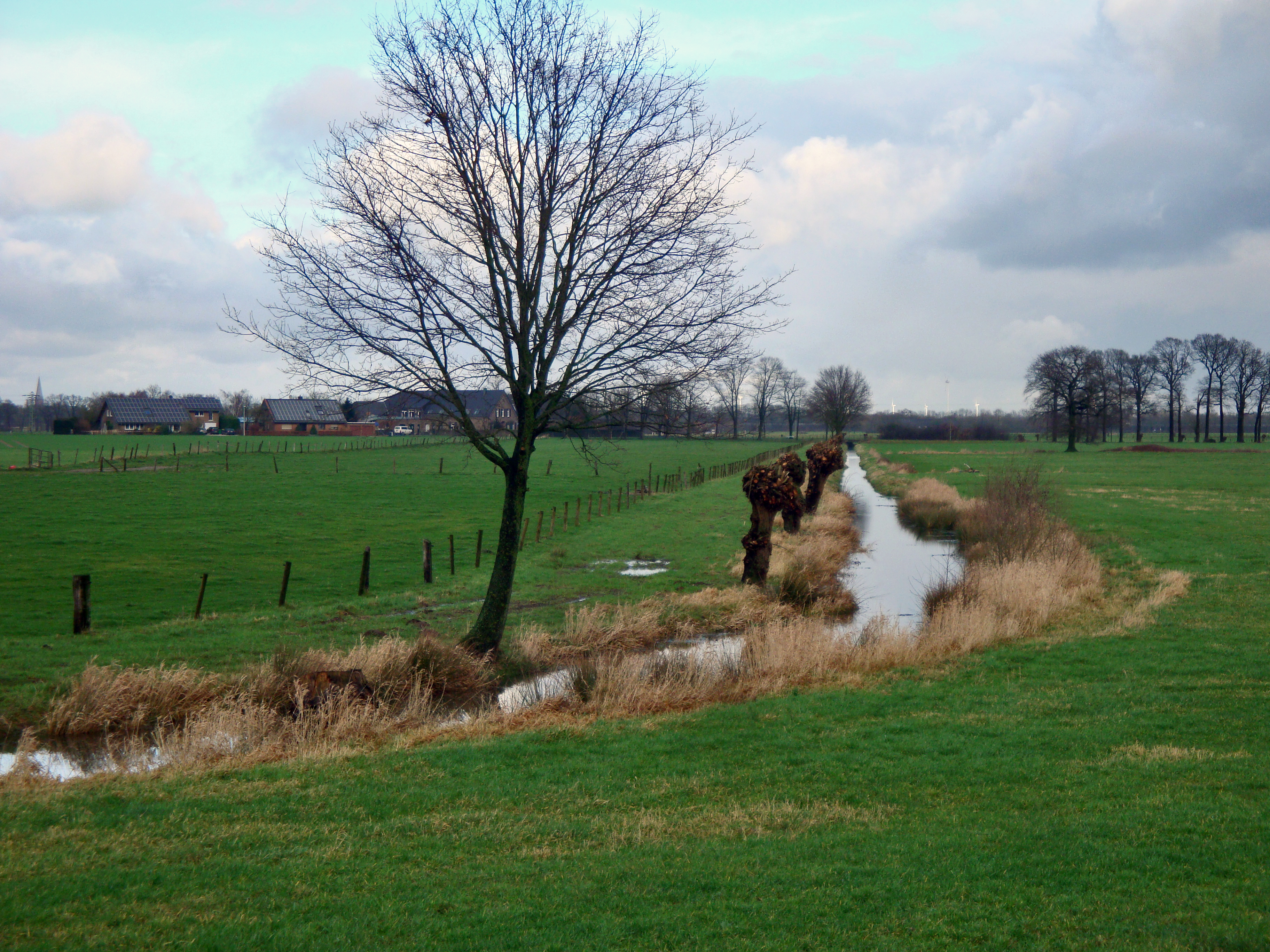
Kendel in Hülm